# Емих I фон Лайнинген
Емих I фон Лайнинген (на немски: Emmich I von Leiningen; * ок. 1054/1110, Алтлайнинген; † 1117, Хьонинген в Алтлайнинген) е от франкси произход, вероятно роднина с род Емихони и прародител на благородническия род Дом Лайнинген, граф в Лайнинген и Вормсгау, Наегау.

## Биография
Той е син на Емихо фон Флонхайм, граф на Флонхайм, Лайнинген, Шмидтбург, Валдграф († сл. 1108), и съпругата му Хицеха. По-големият му брат е Герлах фон Флонхайм, граф на Флонхайм, Велденц и Лайнинген († сл. 1112). Сестра му фон Флонхайм е омъжена за Госвин фон Спонхайм, граф на Велденц († сл. 1124).
Емих I е граф във Вормсгау, основател на манастир Хьонинген (днес част от Алтлайнинген). Той е убит през 1117 г. в Хьонинген в битка против Фридрих Швабски († 1147).

## Фамилия
Емих се жени за Албераде и има децата: 
- Емих II фон Лайнинген (* ок. 1115/1117; † 1172/пр. 1138), основател на благородническия род Дом Лайнинген, женен за Алверадис фон Лауренбург
- Емих фон Лайнинген († ок. 1146), епископ на Вюрцбург
- Арнолд II († 1126), епископ на Шпайер от 1124 до 1126 г.
- Герлах фон Наегау († сл. 1135)